# Alaigne
Alaigne è un comune francese di 347 abitanti situato nel dipartimento dell'Aude nella regione dell'Occitania.

## Società

### Evoluzione demografica
Abitanti censiti

## Amministrazione
L'attuale sindaco (maire) è Jean Perrillou, eletto nel marzo 2001 ed in carica sino al 2008